# Durubasa (Ort)
Durubasa ist ein osttimoresisches Dorf in der Gemeinde Liquiçá. Es liegt in der Aldeia Durubasa (Suco Fatumasi, Verwaltungsamt Bazartete) auf 772 m Höhe. Durubasa bildet keine geschlossene Siedlung, sondern besteht aus einzeln stehenden Häusern, die sich in der Aldeia verteilen. Das Ortszentrum liegt im Südwesten der Aldeia. Südlich liegen das Dorf Fatumasi und Bazartete, der Hauptort des Sucos und des Verwaltungsamtes.